# Polystichum maderense
Polystichum maderense är en träjonväxtart som beskrevs av Johnson. Polystichum maderense ingår i släktet Polystichum och familjen Dryopteridaceae. Inga underarter finns listade.